# Yu-Gi-Oh! (serie animata 2000)
Yu-Gi-Oh! (遊☆戯☆王デュエルモンスターズ?, Yūgiō Dyueru Monsutāzu, lett. "Yu-Gi-Oh! Duel Monsters") è una serie televisiva di anime ispirata al manga Yu-Gi-Oh! di Kazuki Takahashi. Prodotta dalla Gallop e dalla Nihon Ad Systems (o NAS), venne trasmessa per la prima volta su TV Tokyo il 18 aprile 2000 e successivamente tradotta in più lingue e trasmessa in vari Paesi. È basata principalmente sul manga originale a partire dal volume 8 in avanti. La serie consiste di 224 episodi, di cui l'ultimo è stato trasmesso per la prima volta in Giappone il 29 settembre 2004. In Italia la serie è stata trasmessa in prima visione dal 1º settembre 2003 al 2 aprile 2006 su Italia 1 ed in seguito replicata su Italia Teen Television, Boing e Hiro.
La serie, come il fumetto, vede come protagonista il giovane Yugi Mutō, ed è principalmente incentrata sul gioco di carte che nel manga si chiama Magic & Wizards, e che nell'anime è detto Duel Monsters (gioco immaginario che è stato poi realizzato anche nel mondo reale col nome di Yu-Gi-Oh!). Nell'universo immaginario dell'anime, il gioco è stato ideato dal miliardario americano Maximillion Pegasus (Pegasus J. Crawford in originale) e dalla fittizia azienda Industrial Illusions, mentre Seto Kaiba e la sua Kaiba Corporation producono la tecnologia che trasforma le creature disegnate sulle carte in ologrammi realistici.
In Italia e negli USA è stata trasmessa con il titolo Yu-Gi-Oh!, cosa che può portare confusione con un'omonima serie di anime prodotta dalla Toei Animation, che temporalmente precede quella della NAS ma che tuttavia non è mai stata trasmessa né in Italia né negli USA.
Nel 2004, gli studi d'animazione Warner Bros., Gallop e Nihon Ad Systems hanno prodotto un lungometraggio animato per il cinema: Yu-Gi-Oh! - Il film.
Dopo 12 anni, nel 2016, esce un altro film cinematografico intitolato Yu-Gi-Oh!: The Dark Side of Dimensions, il quale porta a termine le vicende della serie animata.

## Trama

### Il Regno dei Duellanti
La storia è ambientata nella fittizia città giapponese di Domino, e si incentra su Yugi Mutō, un giovane studente abile nel gioco di carte chiamato Duel Monsters e proprietario di un misterioso oggetto dalla forma piramidale chiamato Puzzle del Millennio. In caso di necessità, grazie al Puzzle, Yugi può essere sostituito da un alter ego, che si rivelerà essere lo spirito di un faraone senza nome che non ricorda niente del suo passato. Il ragazzo vive con suo nonno Solomon, proprietario di un negozio di giochi. Dopo aver sconfitto il campione del mondo Seto Kaiba in un incontro non ufficiale per riavere indietro una carta da lui sottratta al nonno di Yugi, viene contattato da Maximillion Pegasus, creatore del gioco di carte, che decide di sfidare il ragazzo grazie ai poteri del suo Occhio del Millennio. Durante lo scontro Pegasus spiega a Yugi che esistono 7 diversi Oggetti del Millennio, misteriosi artefatti risalenti all'Antico Egitto contenenti degli oscuri poteri magici. Gli racconta poi dell'esistenza dei cosiddetti Giochi delle Ombre, antichi rituali a cui è ispirato il Duel Monsters, durante i quali gli stregoni egizi evocavano il potere di veri mostri per risolvere questioni politiche e di altro genere; chi ne esce sconfitto perde la sua stessa anima. Pegasus riesce a vincere e si prende l'anima del nonno di Yugi per imporre al ragazzo di partecipare al torneo mondiale che sta organizzando. Insieme ai suoi amici Joey Wheeler, Tea Gardner, Tristan Taylor, Yugi parte per l'isola dove si svolgerà il torneo, il "Regno dei Duellanti". Durante le eliminatorie, Yugi sconfigge molti altri duellanti, come Bruchido Haga, lo spirito oscuro che risiede in Bakura (un compagno di scuola di Yugi) e Mako Tsunami mentre Joey affronta Mai Valentine. Tuttavia Yugi viene battuto da Kaiba, venuto sull'isola per salvare suo fratello Mokuba, anch'egli catturato da Pegasus. Successivamente anche l'anima di Seto viene imprigionata da Pegasus, ma Yugi riesce ad arrivare alla finale e a batterlo, liberando tutti i prigionieri e ottenendo il titolo di "Re dei Giochi". Tuttavia lascia il premio in denaro all'amico Joey Wheeler, che lo userà per guarire sua sorella Serenity dalla cecità. Pegasus viene poi aggredito dallo spirito oscuro che controlla Bakura, che gli sottrae l'Occhio del Millennio. Alla fine della serie compare Duke Devlin, inventore del gioco Dice Monsters, che diventerà amico dei protagonisti.

### La Città dei Duelli (prima parte)
Nella città di Domino viene aperto un museo egizio da Ishizu Ishtar, portatrice della Collana del Millennio. La donna convoca Seto Kaiba e gli racconta di una battaglia risalente a 5000 anni prima tra il faraone alter ego di Yugi e uno stregone molto somigliante a Seto. Gli parla inoltre delle tre leggendarie Divinità Egizie (Obelisco del Tiranno, Slifer Drago del Cielo e Drago Alato di Ra), trasformate da Pegasus in carte uniche nel loro genere. A seguito di ciò, Seto, fornito da Ishizu della carta Obelisco del Tiranno, organizza un torneo di Duel Monsters nella città di Domino con nuove regole con l'intento di mettere le mani su tutte e tre le carte delle Divinità Egizie. Nel frattempo emerge Marik Ishtar, fratello minore di Ishizu, che con la sua Barra del Millennio è in grado di controllare le menti altrui e manipolarne i ricordi, inoltre è a capo di una schiera di cacciatori di carte rare chiamati Rare Hunter. Yugi si batte contro tre Rare Hunter e riesce a vincere Slifer Drago del Cielo. Marik riesce, con l'aiuto di Yami Bakura (lo spirito dell'Anello del Millennio), a rapire Joey, Tea e Mokuba per costringere il primo a fronteggiarsi col faraone, controllando la sua mente, in un duello della morte. Grazie alla forza di volontà di Joey, entrambi i contendenti riescono a salvarsi e ad annullare il potere di Marik. Una volta riuniti, i finalisti e gli altri salgono a bordo di un dirigibile dove si svolgeranno gli ultimi incontri ma i quarti di finale vengono disputati a bordo del velivolo. Dopo una serie di incontri, Mai viene sconfitta da Marik e finisce in un limbo fra la vita e la morte. A seguito della sconfitta di Ishizu da parte di Kaiba, la donna racconta a Yugi e ai suoi amici cosa ci sia realmente dietro alla pazzia di Marik e si scopre che un frammento di lui è dentro Tea. Nella notte compare anche uno spirito senza tempo di nome Shadi, proprietario dell'Ankh (o Chiave) del Millennio e custode della cripta dei sette Oggetti. Lo spirito si rivela poi al faraone, raccontandogli di come, anni addietro, avesse aiutato Pegasus nella creazione del Duel Monsters e delle tre carte delle Divinità Egizie.

### Noah
Un'enorme struttura emerge dal fondo del mare e costringe il dirigibile ad atterrare al suo interno; poco dopo gli ospiti del velivolo sentono la voce di un ragazzino che dice di chiamarsi Noah, e che invita tutti loro a raggiungere una stanza. Quasi tutti raggiungono il luogo indicato e incontrano i Big 5, gli alti dirigenti della Kaiba Corporation che in passato avevano cospirato contro Seto per togliergli l'azienda tentando di imprigionarlo in un mondo virtuale. Per vendicarsi, Seto aveva riservato loro lo stesso trattamento, e per impedirgli di uscire aveva distrutto i loro corpi. I Big 5, con l'aiuto di Noah, vogliono vendicarsi e portano i ragazzi in un universo cibernetico. Qui vengono divisi, non prima di essere stati sfidati ad un torneo di Duel Monsters dove chi perde dovrà cedere il proprio corpo al Big 5 vincente che lo potrà utilizzare per ritornare nel mondo reale. Mentre si susseguono vari duelli e peripezie, viene narrato del passato di Seto e Mokuba, dove si scopre che i due erano rimasti orfani ma erano riusciti a farsi adottare da Gozaburo Kaiba. In seguito viene alla luce che Kaiba ha sottratto la Kaiba Corporation al patrigno e si apprende che Noah era il figlio legittimo di Gozaburo ma che a causa di malattia incurabile la sua mente fu trasferita nel mondo virtuale. Tuttavia, la presenza di Seto aveva portato Noah ad essere allontanato dalle attenzioni paterne e ciò lo ha spinto alla vendetta. I Big 5 vengono sconfitti ma arriva Gozaburo intento a vendicarsi di ciò che gli ha fatto Seto. Noah riesce a tornare nel mondo reale dopo aver rubato il corpo di Mokuba ma le parole del ragazzino gli fanno capire i suoi errori e perciò aiuta i ragazzi ad uscire dal cyberspazio sacrificando se stesso. I ragazzi tornano al dirigibile e mentre il velivolo si allontana, la base esplode.

### La Città dei Duelli (seconda parte)
Il dirigibile di Seto atterra sull'Isola della Kaiba Corporation, un gigantesco ammasso di rovine su cui domina un'altissima torre, sulla cui vetta avranno luogo le finali del torneo. Prima però, per decidere gli accoppiamenti per le semifinali, si svolgerà una gara a quattro tutti contro tutti, in cui i primi due che perderanno formeranno la prima coppia, i restanti la seconda. In finale arrivano il faraone e Yami Marik, qui il primo ne esce vincitore e viene dichiarato campione del torneo mentre Marik riesce a scacciare definitivamente la sua parte malvagia. Dopo aver ottenuto tutte e tre le carte delle Divinità Egizie, riesce finalmente a leggere l'antica profezia scritta sulla schiena di Marik, contenente la chiave per il recupero delle sue memorie perdute. Al faraone vengono consegnati anche la Barra e l'Anello del Millennio, quest'ultimo apparentemente sottratto a Bakura. Seto Kaiba innesca l'autodistruzione dell'isola per chiudere col passato e fugge con suo fratello a bordo di un jet, mentre gli altri lasciano l'isola in elicottero. Concluso il torneo ognuno va per la sua strada (compresi Bakura e Mai, che si sono risvegliati), e mentre Tea si preoccupa del fatto che molto presto il faraone dovrà separarsi da loro, Yugi vede avverarsi la previsione avuta sull'isola: il duello con Joey per decidere chi dei due dovrà tenere Drago Nero Occhi Rossi.

### Doma
I protagonisti hanno a che fare con la forza dell'Orichalcos, che affonda le sue oscure origini nella storia della perduta Atlantide, 10000 anni prima. Si scopre che i mostri di Duel Monsters sono creature vive e realmente esistenti che abitano una dimensione parallela al mondo degli umani. L'antagonista principale è un uomo di nome Dartz, l'ultimo re di Atlantide, capo di una misteriosa organizzazione di nome Paradias. Dartz ha deciso di epurare la malvagità di cui il mondo è intriso risvegliando un tremendo mostro dal nome di Leviatan (o Grande Belva), che assorbe le energie vitali di uomini e mostri per rafforzarsi. Ai tempi fu sconfitto dai tre Draghi Leggendari, Timaeus, Critias ed Hermos, ora divenuti tre statue al centro della dimensione in cui vivono i mostri (il Dominio delle Belve). Yugi, Seto e Joey vengono scelti dai tre Draghi per liberarli e salvare ancora una volta il mondo impedendo il risveglio di Leviatan. Gli scagnozzi di Dartz sfruttano la carta magia Sigillo di Orichalcos per catturare le anime dei duellanti da donare alla Grande Belva e così i tre prescelti affrontano Rafael, Alister, Valon e Mai convertita al lato oscuro. Dopo lunghi duelli, i protagonisti raggiungono il palazzo di Dartz, e grazie all'aiuto dei Draghi Leggendari, evocati nella loro forma originaria di Cavalieri, e delle Divinità Egizie, riescono a sconfiggere il malvagio e la Grande Belva. Dartz si ravvede e, riunitosi con gli spiriti di Lionheart (suo padre) e Chris (sua figlia), decide di tornare nel regno perduto di Atlantide, mentre le anime di tutti coloro che erano stati presi dal Sigillo vengono liberate.

### Grand Championship
Seto Kaiba, per pubblicizzare il suo nuovo parco divertimenti Kaiba Land, organizza al suo interno un torneo di Duel Monsters, invitando 16 dei migliori duellanti da tutto il mondo; il vincitore avrà l'opportunità di sfidare Yugi per contendergli il titolo di campione mondiale. Tra i partecipanti, oltre a vecchie conoscenze tra cui Joey e il nonno di Yugi, e alcuni personaggi minori, ci sono i due antagonisti: i fratelli Siegfried e Leonhart von Schroeder, sotto i falsi nomi di Sieg Lloyd e Leon Wilson. La loro famiglia di provenienza, Schroeder, gestisce un'azienda tedesca leader europea nel settore videoludico e da sempre rivale della Kaiba Corporation, sin da quando entrambe si occupavano di armamenti. Dopo i primi turni, la finale vede contrapporsi proprio i due fratelli, sebbene ancora in incognito. Seto interviene e smaschera Sieg, squalificandolo e sconfiggendolo a duello. Nella finale tra Yugi e Leon, Sieg riesce a insinuare un terribile virus nel computer della Kaiba Corporation. In seguito il virus viene fermato, il sistema della Kaiba Corporation ripristinato, Sieg abbandona i suoi piani di vendetta e si riconcilia con Leon riconoscendo la superiorità di Seto Kaiba e Yugi vince il duello riconfermandosi l'indiscusso campione del mondo.

### Le memorie del faraone
Yugi e i suoi amici si recano in Egitto, dove mostrando le tre carte delle Divinità Egizie all'antica stele un tempo esposta nel museo di Domino, il faraone riesce a raggiungere il mondo dei suoi ricordi perduti. Qui si intromette lo spirito malvagio che controlla Bakura, che dà il via al suo Gioco delle Ombre Finale. Lo spirito si rivela essere una commistione fra un malvagio egizio noto come Bakura il Re dei Ladri e un frammento dell'anima di Zorc l'Oscuro, l'incarnazione stessa dell'oscurità nel mondo, sigillato 5000 anni prima dal faraone nel Puzzle del Millennio. La "chiave" che usò per questa potente magia fu il suo vero nome, che eliminò dal mondo cancellando i suoi stessi ricordi per evitare il risveglio dell'Oscuro. Nel GDR il faraone recupera molti suoi ricordi e scopre l'origine dei suoi legami con alcune persone del presente e alcune carte di Duel Monsters. Verrà alla luce anche la vera origine dei sette Oggetti del Millennio. Intanto Yugi e i suoi amici, entrati anche loro nel gioco, cercano di scoprire il vero nome del sire d'Egitto. Lo spirito di Zorc, tramite il corpo di Bakura il Re dei Ladri, riesce a tornare nel mondo dei vivi e tenta di uccidere il faraone. I suoi più cari amici del passato - i membri della Corte Sacra - riescono a recuperare i sette Oggetti del Millennio e alcuni di essi sacrificano la propria vita per proteggerlo, infine grazie all'aiuto di Yugi e dei suoi amici del presente (incluso Seto Kaiba) riesce a scoprire il suo vero nome: Atem. Così facendo può evocare le tre Divinità Egizie e fonderle in suo nome in Horakhty, la Dea Creatrice della Luce, che fa scomparire definitivamente Zorc. Recuperati tutti i suoi ricordi e fatto ritorno nel presente, il faraone deve proseguire il suo cammino verso gli spiriti. Prima però deve dimostrare di essere pronto a farlo, e l'unico modo è essere sconfitto in una partita di Duel Monsters, che prende il nome di Battaglia Cerimoniale. A sfidarlo sarà il suo alter ego, Yugi Mutō, che dopo un agguerritissimo duello riesce ad avere la meglio, dimostrando ad Atem e al mondo di essere lui il vero Re dei Giochi.

## Personaggi e doppiatori
| Personaggio                                           | Doppiatore originale                                 | Doppiatore italiano                                                         |
| ----------------------------------------------------- | ---------------------------------------------------- | --------------------------------------------------------------------------- |
| Yugi Mutō                                             | Shunsuke Kazama                                      | Massimo Di Benedetto                                                        |
| Yami Yugi / Faraone Atem                              | Shunsuke Kazama                                      | Massimo Di Benedetto                                                        |
| Katsuya Jonouchi (Joey Wheeler)                       | Hiroki Takahashi                                     | Simone D'Andrea                                                             |
| Hiroto Honda (Tristan Taylor)                         | Takayuki Kondou (1ª voce) Hidehiro Kikuchi (2ª voce) | Gabriele Calindri                                                           |
| Anzu Masaki (Tea Gardner)                             | Maki Saitou                                          | Debora Magnaghi                                                             |
| Seto Kaiba Seth (Seto)                                | Kenjirō Tsuda                                        | Lorenzo Scattorin                                                           |
| Mokuba Kaiba                                          | Junko Takeuchi                                       | Irene Scalzo                                                                |
| Ryō Bakura Yami Bakura / Touzoku-ou Bakura            | You Inoue (solo 1ª serie) Rica Matsumoto             | Felice Invernici                                                            |
| Mai Kujaku (Mai Valentine)                            | Haruhi Terada                                        | Sonia Mazza                                                                 |
| Ryūji Otogi (Duke Devlin)                             | Ryo Naitou                                           | Gianluca Iacono                                                             |
| Shizuka Kawai (Serenity Wheeler)                      | Mika Sakenobe                                        | Giovanna Papandrea (solo 1ª e 2ª serie) Elisabetta Spinelli                 |
| Sugoroku Muto (Solomon Muto) Shimon                   | Tadashi Miyazawa                                     | Enrico Bertorelli                                                           |
| Shadi                                                 | Nozomu Sasaki                                        | Diego Sabre                                                                 |
| Shada                                                 | Nozomu Sasaki                                        | Massimiliano Lotti                                                          |
| Pegasus J. Crawford (Maximillion Pegasus)             | Jirou Jay Takasugi                                   | Claudio Moneta                                                              |
| Insector Haga (Bruchido Haga)                         | Urara Takano                                         | Patrizio Prata                                                              |
| Dynosaur Ryuuzaki (Rex Raptor)                        | Yuuichi Nakamura                                     | Luca Bottale                                                                |
| Ryota Kajiki (Mako Tsunami)                           | Daisuke Namikawa                                     | Diego Sabre                                                                 |
| Esper Roba (Extra)                                    | Maiko Itou                                           | Davide Garbolino                                                            |
| Bandit Keith Howard (Bandit Ken)                      | Hajime Komada                                        | Diego Sabre                                                                 |
| Ghost Kotsuzuka (Bonz)                                | Masami Suzuki                                        | Renata Bertolas                                                             |
| Takaido (Zygor)                                       | Eiji Takemoto                                        |                                                                             |
| Satake (Sid)                                          | Norihisa Mori                                        |                                                                             |
| Rebecca Hopkins (Rebecca Hawkins)                     | Kaori Tagami                                         | Tosawi Piovani                                                              |
| Arthur Hopkins (Arthur Hawkins)                       | Saburo Kodaka                                        | Oliviero Corbetta                                                           |
| Marik Ishtar / Yami Marik (Marik Ishtar / Yami Marik) | Tetsuya Iwanaga                                      | Patrizio Prata                                                              |
| Isis Ishtar (Ishizu Ishtar) Aisis (Iside)             | Sumi Shimamoto                                       | Donatella Fanfani                                                           |
| Rishid Ishtar (Odion Ishtar)                          | Konta                                                | Stefano Albertini (solo ep. 65) Alberto Sette Davide Garbolino (da ragazzo) |
| Noah Kaiba                                            | Chisa Yokoyama                                       | Luca Sandri                                                                 |
| Gozaburo Kaiba                                        | Tetsuo Komura                                        | Vittorio Bestoso                                                            |
| Valon                                                 | Takeshi Maeda                                        | Paolo De Santis                                                             |
| Amelda (Alister)                                      | Yukinara Iemura                                      | Matteo Zanotti                                                              |
| Rafael                                                | Yoshihisa Kawahara                                   | Alberto Sette                                                               |
| Dartz                                                 | Yuu Emaou                                            | Paolo Sesana                                                                |
| Vivian Wong                                           | Rie Tanaka                                           | Patrizia Scianca                                                            |
| Leon Wilson                                           | Seiko Noguchi                                        | Davide Garbolino                                                            |
| Siegfried von Schroider (Zigfried von Schroeder)      | Eisuke Tsuda                                         | Giorgio Bonino                                                              |
| Mahad                                                 | Kazunari Kojima                                      | Patrizio Prata Federico Danti (solo ep. 219)                                |
| Mana                                                  | Yuki Nakao                                           | Emanuela Pacotto                                                            |
| Kisara                                                | Rie Nakagawa                                         | Giovanna Papandrea                                                          |
| Bobasa                                                | Yuu Mizushima                                        | Riccardo Rovatti                                                            |
| Karim                                                 | Masahito Kawanago                                    | Claudio Ridolfo                                                             |
| Aknadin                                               | Hitoshi Kamibeppu                                    | Mario Zucca                                                                 |
| Hassan                                                | Masanori Ikeda                                       | Federico Danti                                                              |
| Aknamkanon                                            | Youichi Kobiyama                                     | Maurizio Scattorin Sergio Romanò (solo ep. 210)                             |
| Zork Necrofades (Zorc l'Oscuro)                       | Yoshitaka Kaidu                                      | Mario Scarabelli                                                            |

## Oggetti del Millennio
Gli Oggetti del Millennio (Sennen o Millennium Items) sono sette oggetti d'oro dotati di diversi poteri.
La loro origine risale all'Antico Egitto; il Sacerdote Aknadin, riuscendo ad interpretare una delle formule sul libro d'alchimia da tempo custodito nel regno, propose al Faraone Aknamkanon di creare gli Oggetti del Millennio, descritti come oggetti in grado di donare grandi poteri. Aknamkanon, dovendo far fronte agli invasori che incombevano sull'Egitto, accettò. Aknadin, tuttavia, non gli rivelò in che modo dovessero essere creati gli Oggetti del Millennio: sarebbe stato necessario il sacrificio di novantanove persone e i loro corpi ancora vivi sarebbero stati fusi nell'oro liquido e poi versati in stampe per la creazione degli oggetti.
Il sacrificio degli abitanti del prescelto villaggio di Kul Elna, però, aprì una porta tra il mondo dei vivi e l'Inferno, attraverso cui prese potere Zorc Necrophades.
Dopo la loro creazione, a sei Sacerdoti prescelti fu concesso di custodire e utilizzare gli oggetti per proteggere il popolo d'Egitto e il faraone, formando la Corte Sacra. Il sovrano stesso sarebbe stato il portatore del settimo.
Alla fine del manga, dopo la sconfitta di Zorc, tutti gli oggetti vengono raccolti da Yugi e riposti nella Pietra del Millennio, permettendo ad Atem di tornare fra gli spiriti e perdendo il proprio potere, inghiottiti dalle sabbie del deserto.
Puzzle del Millennio (Sennen/Millennium Puzzle/Pendant)È composto da una serie di piccoli pezzi che, incastrati, formano una piramide capovolta; si dice che abbia il potere di realizzare un desiderio della persona che riesce a ricomporlo. Ha il potere di far collassare la mente e l'anime di chi sconfigge ai giochi delle ombre. Il suo primo proprietario è il Faraone Aknamkanon e, dopo la sua morte, viene ereditato da suo figlio Atem. È proprio l'anima di quest'ultimo che, nel sacrificarsi per sconfiggere Zorc, viene rinchiusa all'interno del Puzzle, assieme a quella del Dio Oscuro. Lasciato quindi nella tomba di Atem, viene trafugato 3000 anni dopo da Solomon Muto e da lui donato a suo nipote Yugi, l'unico che riesce a ricomporlo.
Occhio del Millennio (Sennen/Millennium Eye)È un occhio d'oro che va impiantato in un'orbita al posto di uno vero; dona il potere di leggere nel pensiero. Il suo primo proprietario è colui che ha creato gli Oggetti del Millennio, Aknadin. Dopo essere rimasto poi per secoli sotto la custodia di Shadi, è proprio quest'ultimo a donarlo a Pegasus. L'Occhio gli viene però rubato da Bakura che, all'inizio della saga delle Memorie, lo cede a Yugi come "segno di lealtà"; nell'anime, Bakura lascia l'Occhio a Seto per spingerlo ad andare in Egitto e raggiungere quindi il mondo delle memorie del faraone.
Chiave del Millennio (Sennen/Millennium Ankh/Key)È un oggetto a forma di ankh con i denti tipici di una chiave; dona il potere di rivelare l'anima delle persone, arrivando a poterle manovrare. Il suo primo proprietario è il visir Shimon e, in seguito, il Sacerdote Shada, il cui spirito diventerà Shadi. La Chiave rimane con lui anche dopo la sua morte, fino alla fine della serie. Nel manga, Shadi affida la Chiave a Bobasa per poter condurre Yugi, Joey, Tristan e Tea nel Mondo della Memoria, la cui porta è nascosta all'interno del Puzzle del Millennio.
Bilancia del Millennio (Sennen/Millennium Scale)È una bilancia con cui è possibile sapere se una persona stia mentendo o meno, potendo anche punire con la pazzia o la morte i bugiardi. Nella serie delle memorie, ha anche il potere di fondere i Ka (cioè i mostri) in combattimento. Non si conosce il nome del suo primo proprietario; il suo successivo detentore è il Sacerdote Karim. Alla morte di Karim, è Shadi a custodire la Bilancia, fino alla fine della serie. Nel manga, Shadi affida la Bilancia a Bobasa per valutare se i compagni di Yugi sono o meno adatti ad andare nel Mondo della Memoria; Ryou viene scartato, in quanto nel suo corpo c'è ancora lo spirito di Bakura. Al di fuori della saga delle memorie, viene utilizzata soltanto una volta, nella serie della Toei.
Barra del Millennio (Sennen/Millennium Rod)È uno scettro dentro il cui manico è nascosta la lama di un pugnale; dona il potere di manovrare le menti. Nella serie delle memorie, ha anche il potere di sigillare i Ka in lastre di pietra. Non si conosce il nome del suo primo proprietario, mentre la seconda persona ad averlo è il Sacerdote Seto. Come tutti gli altri Oggetti del Millennio ad esclusione del Puzzle, viene poi custodita da Shadi che, in seguito, la affida al clan degli Ishtar insieme alla Collana del Millennio; la Barra rimane all'interno del clan fino al momento in cui Marik, una volta ucciso suo padre, la ruba e fugge. Alla fine, è lo stesso Marik a donare la Barra a Yugi.
Collana del Millennio (Sennen/Millennium Tauk/Torque/Necklace)È una collana che dona il potere della preveggenza e della retrocognizione ma i poteri degli altri oggetti possono interferire con esso. Il nome della sua prima proprietaria è ignoto, mentre la seconda ad averla è la Sacerdotessa Iside. Viene in seguito custodita da Shadi, per poi passare al clan degli Ishtar insieme alla Barra del Millennio; dopo il furto di quest'ultima da parte di Marik, Ishizu, reincarnazione della Sacerdotessa, ne entra in possesso. Quando poi si rende conto che il potere della Collana non è infallibile, Ishizu decide di donarla spontaneamente a Yugi.
Anello del Millennio (Sennen/Millennium Ring)È un particolare oggetto la cui forma è ispirata agli acchiappasogni indiani; ha il potere di individuare la presenza di altri Oggetti del Millennio, inoltre è capace di prendere l'anima dei nemici e intrappolarla negli oggetti. Come per la maggior parte degli altri Oggetti, il nome del suo primo proprietario non si conosce; il suo secondo custode è, invece, il Sacerdote Mahad. L'Anello gli viene però sottratto da Bakura quando egli lascia il suo corpo, fondendo il suo Ba e il suo Ka per diventare il Mago Nero. Come l'anima di Atem viene rinchiusa nel Puzzle, l'anima di Bakura (insieme a un frammento di Zorc) viene rinchiusa nell'Anello del Millennio, che rimane poi sotto la custodia di Shadi, finché non fa la sua misteriosa apparizione su una bancarella apparentemente innocua, giungendo nelle mani di Ryou Bakura. In seguito, Yami Marik entra in possesso dell'Anello dopo aver sconfitto Bakura e Marik; dopo la sua scomparsa, l'Anello viene donato a Yugi da Marik, per poi tornare di nuovo in mano a Bakura.

## Produzione
Yu-Gi-Oh! è stato prodotto da Nihon Ad Systems e TV Tokyo e animato dallo studio Gallop. La serie è stata diretta da Kunihisa Sugishima e le sceneggiature degli episodi sono state preparate da una formazione alternata di sceneggiatori, Junki Takegami, Atsushi Maekawa, Shin Yoshida e Akemi Omode, mentre la colonna sonora è stata composta da Shinkichi Mitsumune. Takuya Hiramitsu è il responsabile della direzione del suono mentre la supervisione è stata affidata a Yūji Mitsuya. Il character design è stato curato da Michi Himeno e Shingō Araki. In Giappone la serie è denominata Yu-Gi-Oh! Duel Monsters per non confonderla con l'omonima serie del 1998 prodotta da Toei Animation e inedita in Occidente.
Nella versione originale giapponese, la sigla d'apertura e quella di chiusura sono accompagnate da testi che variano nel corso della serie, con la prima che viene immediatamente seguita dal titolo di un singolo episodio. Gli eyecatch iniziano e terminano le interruzioni pubblicitarie poste alla metà di ogni episodio. Prima della sigla di chiusura, è presente un'anteprima del prossimo episodio.

## Media

### Anime
La serie è composta da 224 episodi ed è andata originariamente in onda in Giappone su TV Tokyo dal 18 aprile 2000 al 29 settembre 2004 ed è stata seguita da Yu-Gi-Oh! GX.
Una versione rimasterizzata della serie, incentrata su duelli specifici, è andata in onda in Giappone dal 7 febbraio 2015 al 29 giugno 2019.
La serie traspone gli avvenimenti del manga originale a partire dal volume 8 dell'opera cartacea, ignorando quasi del tutto gli eventi accaduti nei primi 7 volumi, con tutte le relative introduzioni e presentazioni dei personaggi. Nonostante ciò la maggior parte di essi è presente nella serie precedente della Toei e sono talvolta presenti alcuni flashback di episodi visti in quella serie riproposti però in una chiave più edulcorata e velocizzata.
Nel corso della trasmissione si sono susseguite diverse sigle. Gli episodi che vanno dal numero 1 al 48 presentano i brani voice (lett. "voce") cantata dai CLOUD (apertura) e Genki no Shower (元気のシャワー?, Genki no Shawā, lett. "Pioggia d'energia") cantata da Aki Maeda (chiusura). Dal numero 49 all'80 invece sono stati utilizzati Shuffle (lett. "Rimescolare") (apertura) e Ano hi no gogo (あの日の午後」? lett. "Il pomeriggio di quel giorno") (chiusura); entrambi i brani sono stati cantati da Masami Okui. Gli episodi che vanno dall'81 al 131 hanno come sigle WILD DRIVE (lett. "GUIDA SELVAGGIA") di Masato Nagai (apertura) e Rakuen (楽園? lett. "Paradiso") dei CAVE (chiusura). Dall'episodio 132 al 189 sono stati adoperati WARRIORS (lett. "GUERRIERI") (apertura) e Afureru kanjō ga tomaranai (あふれる感情がとまらない? lett. "Questi sentimenti traboccanti non si fermano") (chiusura), entrambi di Yūichi Ikusawa. L'ultima coppia di brani, utilizzata per gli episodi 190-224, è OVERLAP (lett. "SOVRAPPOSIZIONE") di Kimeru (apertura) e EYE'S (lett. "OCCHI") di Yūichi Ikusawa (chiusura).
Successivamente la serie è stata concessa in licenza da 4Kids Entertainment e adattata in inglese, e poi trasmessa su The WB all'interno del contenitore Kids' WB, Cartoon Network e 4Kids TV in Nord America. Alcuni episodi sono stati anche distribuiti tramite Game Boy Advance Video. Nella versione statunitense sono state apportate diverse censure e modifiche alla versione originale giapponese, tra cui i nomi e le personalità dei personaggi, la colonna sonora, diversi effetti sonori, vari elementi grafici come i contatori dei Life Points, la rimozione di scritte e riferimenti alla lingua giapponese e l'aspetto delle carte che differiscono da quelle realmente esistenti in quanto prive di nomi e diciture. Mark Kirk, al tempo vicepresidente dei media digitali di 4Kids, spiegò durante un'intervista con Anime News Network che le leggi sulle trasmissioni televisive statunitensi stabilivano che le carte di Duel Monsters non potevano apparire in televisione esattamente come le carte vendute nella realtà; se non avessero optato per tali modifiche, la serie animata sarebbe stata legalmente considerata come uno spot pubblicitario piuttosto che un cartone animato e il costo per la sua messa in onda sarebbe stato esponenzialmente più alto. Altre modifiche riguardano il taglio e/o la modifica di numerose scene contenenti ad esempio sangue, pistole, lame e siringhe, l'aggiunta di concetti non esistenti nella versione originale (come per esempio il Cuore delle Carte), un buon numero di dialoghi sono stati stravolti e molte tematiche dark sono state rimosse e sostituite da concetti e pensieri più infantili. Altra modifica di rilievo è l'introduzione del Regno delle Ombre, una dimensione inventata per nascondere la morte di vari personaggi durante i Giochi delle Ombre oppure quando vengono uccisi con armi da taglio o da fuoco e in ogni occasione viene affermato che finiscono nel Regno delle Ombre. Le modifiche ai fotogrammi sono state adoperate mediante l'uso combinato della grafica computerizzata e del fotoritocco che rende questo tipo di censura invisibile agli occhi dello spettatore. Tutte queste modifiche sono state fatte per rendere la serie adatta a un pubblico più giovane rispetto a quello per cui era stata concepita originariamente, che per l'appunto era un target più maturo e adolescenziale. La versione modificata è stata anche utilizzata in vari Paesi al di fuori dell'Asia in cui la 4Kids aveva i diritti di distribuzione. La stessa 4Kids realizzò inoltre un ridoppiaggio, questa volta integrale e fedele all'originale, dei primi 9 episodi che vennero distribuiti in home video tra il 19 ottobre 2004, e il 22 febbraio 2005; tale edizione venne successivamente abbandonata dopo la terza uscita. Nel luglio 2009, 4Kids annunciò la sua intenzione di pubblicare la versione originale giapponese sottotitolata sul proprio canale YouTube. Tuttavia, nell'agosto 2009, tali episodi sono stati rimossi a causa di alcuni problemi legali riscontrati con ADK (la società madre di NAS) e Shunsuke Kazama, il doppiatore giapponese di Yugi. L'11 luglio 2015, la versione giapponese è stata pubblicata in versione sottotitolata su Crunchyroll. La notizia è stata comunicata una settimana dopo un precedente annuncio riguardante lo streaming degli episodi sottotitolati di Yu-Gi-Oh! GX iniziato il 1º agosto 2015. Nella versione statunitense sono stati adoperati due differenti brani, perlopiù strumentali. Il primo, noto semplicemente come Yu-Gi-Oh! Theme, è stato impiegato dall'episodio 1 al 49 e nuovamente dal 122 al 224, mentre il secondo, Yu-Gi-Oh! Season 2 Theme, dal 50 al 121. Entrambe le sigle sono composte da Wayne Sharpe. I due brani vengono impiegati anche in chiusura, ma in formato ridotto.
In Italia è stata trasmessa su Italia 1 dal 2003 al 2006, passando per gli Stati Uniti d'America, e di conseguenza anche l'edizione italiana segue quella statunitense mantenendo quindi tutte le modifiche apportate. Fanno però eccezione i nomi di due personaggi: il primo è Insector Haga, che nella versione americana si chiama Weevil Underwood, in Italia è stato rinominato Bruchido Haga, ed Esper Roba, che nella versione americana si chiama Espa Roba mentre in quella italiana Extra. La prima stagione della serie è stata anche distribuita nel corso degli anni 2000 in home video prima da Fratelli Fabbri Editori in VHS, poi da Eagle Pictures Animation in VHS e DVD ed infine da Edizioni Master sempre in DVD. Il doppiaggio italiano è stato curato dalla Merak Film di Milano sotto la direzione di Graziano Galoforo. L'adattamento dei dialoghi dell'edizione italiana è stato effettuato da Luisella Sgammeglia (1ª e 2ª stagione), Marina Mocetti Spagnuolo (1ª, 2ª e 5ª stagione), Aldo Stella (1ª e 2ª stagione), Pino Pirovano (1ª e 2ª stagione), Achille Brambilla (3ª, 4ª e 5ª stagione), Chiara Serafin (3ª, 4ª e 5ª stagione), Francesca Bielli (3ª stagione), Laura Brambilla (3ª stagione), Elisabetta Cesone (4ª e 5ª stagione), Claudio Beccari (4ª stagione) e Bianca Maria De Rossi (5ª stagione). La sigla italiana è intitolata Yu-Gi-Oh!, musica di Max Longhi e Giorgio Vanni, testo di Alessandra Valeri Manera e cantata da Giorgio Vanni. Nelle versioni pubblicate su Netflix e Pluto TV sono state adoperate le sigle statunitensi.

### Grand Championship
Yu-Gi-Oh! Grand Championship (Yu-Gi-Oh! Capsule Monsters) è una serie di 12 episodi commissionata dalla 4Kids, collocata tra la quarta e la quinta stagione. Questa mini-saga è stata creata appositamente per pubblicizzare il lancio del videogioco Capsule Monster Colosseo. 4Kids Entertainment la trasmise in Nord America su Kids' WB e Fox dal 9 settembre al 25 novembre 2005. Nonostante sia stata prodotta in Giappone, non è mai andata in onda in madre patria; tuttavia appare sul sito web ufficiale dello studio Gallop dove viene riportata con il titolo Yu-Gi-Oh! ALEX (遊戯王 ALEX?, Yugiō ALEX).
In Italia invece è stata trasmessa su Italia 1 dall'8 aprile al 14 maggio 2006. Il doppiaggio italiano è stato nuovamente curato dalla Merak Film di Milano sempre sotto la direzione di Graziano Galoforo. L'adattamento dei dialoghi dell'edizione italiana è stato effettuato da Achille Brambilla, Chiara Serafin, Marina Mocetti Spagnuolo, Bianca Maria De Rossi e Elisabetta Cesone. La sigla italiana è la medesima della serie principale ma è stata impiegata su un patchwork di immagini differenti. Nell'edizione italiana è stato mantenuto il titolo della quinta stagione, Yu-Gi-Oh! Grand Championship.

### Yu-Gi-Oh! - Il film
Yu-Gi-Oh! - Il film, in inglese Yu-Gi-Oh! The Movie: Pyramid of Light, è un film prodotto da Warner Bros. ambientato cronologicamente tra la terza e la quarta stagione. È uscito nei cinema il 13 agosto 2004 negli Stati Uniti d'America mentre in Giappone è stato trasmesso su TV Tokyo per la prima volta il 2 gennaio 2005.
Il doppiaggio italiano è stato svolto presso lo Studio P.V. di Milano, così è stato possibile effettuare il doppiaggio con lo stesso cast delle voci dell'edizione andata in onda su Italia 1, è stato proiettato nei cinema italiani il 5 novembre 2004.

### The Dark Side of Dimensions
Yu-Gi-Oh!: The Dark Side of Dimensions (lett. "Yu-Gi-Oh!: Il lato oscuro delle dimensioni") è un film prodotto da Konami ambientato dopo l'intera serie e uscito nei cinema il 23 aprile 2016 in Giappone mentre negli Stati Uniti il 27 gennaio 2017.
A differenza del primo film, questo non è stato adattato e doppiato a Milano bensì a Roma, dove il cast di doppiaggio è mutato quasi del tutto fatta eccezione per i personaggi di Yugi Mutō, Yami Yugi, Seto Kaiba e Joey Wheeler che riprendono i loro rispettivi doppiatori. È stato proiettato nei cinema italiani dal 10 al 12 marzo 2017.

## Accoglienza
Tim Jones di THEM Anime ha dato alla serie una stella su cinque, criticando le animazioni e i disegni che definì molto scarsi, i personaggi erano tutti stereotipati e la gestione dei duelli che duravano interi episodi. In compenso apprezzò gli sfondi che trovò colorati e graziosi. Il recensore si lamentò dell'adattamento operato da 4Kids, il quale andava a tagliare intere scene senza motivo, le scritte erano state rimosse dalle carte, la colonna sonora giapponese è stata interamente sostituita e sono stati cambiati i nomi di quasi tutti i personaggi. Jones affermò di aver visto anche la versione originale giapponese ma anche questa non era molto migliore in quanto continuava a presentare dialoghi pessimi e i personaggi risultavano sempre piatti. L'unica differenza principale che riscontrò erano i maggiori riferimenti alla morte oltre che alla presenza di scene violente, le quali erano comunque attenuate rispetto al manga originale. Yu-Gi-Oh! fu considerato un anime scadente, prolisso, mal disegnato e animato e ideato da Konami per vendere più carte e videogiochi. In conclusione Jones lo descrisse come uno spot pubblicitario di 224 episodi per un gioco di carte e la versione giapponese poteva diventate piuttosto raccapricciante in determinate occasioni.
Common Sense Media gli ha assegnato due stelle su cinque e, pur non commentando ulteriormente la sua qualità, ha affermato che i mostri non si impegnavano in molti combattimenti corpo a corpo ma piuttosto si affrontavano in uno stile simile a quello di un videogioco virtuale.
Earl Cressey di DVD Talk trattò il primo volume DVD della serie e affermò che in confronto a Pokémon o Dragon Ball Z sembrava maggiormente una pubblicità di venti minuti che un prodotto di intrattenimento vero e proprio, poiché i personaggi giocavano tutti quanti al gioco di carte e duellavano spesso tra loro. Gli episodi richiedevano tempo per spiegare come funzionavano le singole carte e spesso fornivano statistiche e strategie. L'enigma legato al Puzzle dell Millennio fu ritenuto un po' strano in quanto garantiva a Yugi il potere di diventare più alto ed avere una voce più profonda. Cressey concluse affermando che anche se non aveva trovato la serie completamente priva di intrattenimento, non riusciva ad immaginarsi di rivederla in futuro.
In un'intervista condotta da AnimeClick.it nel 2011, Massimo Di Benedetto, doppiatore italiano del protagonista Yugi, si lamentò per le censure operate dagli statunitensi nei confronti della serie in quanto queste avevano reso diverse scene molto banali, irritanti e incomprensibili.
Nel 2014 Kyle Mills di DVD Talk analizzò l'intera serie e trovò come pregi l'effetto nostalgico che poteva dare ai fan storici, il fatto che poteva essere una serie divertente e l'animazione reggeva bene nonostante fossero passati quasi 20 anni ma si lamentò di come la storia potesse diventare troppo drammatica, la presenza di troppi filler, le censure operate da 4Kids e il doppiaggio inglese che sembrava più simile a quello di una parodia e gli unici meritevoli di una menzione d'onore erano Eric Stuart e Dan Green. Nel medesimo anno, Ian Wolf di Anime UK News considerò le animazioni un po' vecchie ma comunque di buona qualità e gradì la presenza di qualche strano momento di umorismo che faceva ridere come ad esempio il fatto che nessuno dei duellanti sembrava essere in grado di fare una faccia da poker credibile. Criticò la qualità del doppiaggio inglese che trovò non delle migliori e si rivelava carente nelle scene drammatiche. Nonostante le fastidiose censure e modifiche di 4Kids, la serie si rivelava comunque divertente e sostenne che aveva un merito un po' artistico rispetto agli anime rivali della sua epoca come Pokémon.
Chris Homer di The Fandom Post trattò del volume contenente la quinta stagione e si lamentò dei primi due archi iniziali, in particolar modo quello dedicato a Capsule Monsters, che andavano ad abbassare la qualità generale in quanto era un filler piuttosto scarso. Quest'ultimo si poteva facilmente saltare, anche se avrebbe fatto divertire qualcuno, mentre l'arco di Zorc avrebbe lasciato sbalordito lo spettatore che un anime di un gioco di carte potesse diventare qualcosa di più profondo. La trama era degna, erano presenti dei bei duelli, vi era un grande sviluppo dei personaggi e la storia del gioco è finalmente venuta a galla dopo molto tempo e ne era valsa la pena.